# Jorge Garate
Jorge Garate o Jorge Gárate (Buenos Aires, Argentina  12 de agosto de 1917 - Id. 13 de mayo de 1990) fue un montador y editor cinematográfico argentino.

## Carrera
Jorge Garate fue un montador que participó a lo largo de su trayectoria en decenas de películas iniciando en la época de oro de la cinematografía argentina con la película Y mañana serán hombres en 1939. Su hermano fue el productor Juan Carlos Garate.
Integró  la productora Argentina Sono Film. Trabajó con ilustres directores como Luis César Amadori, Enrique Carreras, Leopoldo Torre Nilsson, entre otros.
También trabajó para Todo Show S.R.L. y para la Productora Chango, integrándola junto con Héctor Collodoro (iluminación), Ever Latour (cámara), Jorge Stavropulos (sonido), y Palito Ortega. 
En 1947 recibió un premio de la Academia de Artes y Ciencias Cinematográficas de la Argentina por su montaje en la película Albéniz.

## Fallecimiento
Jorge Garate falleció por causas naturales el domingo 13 de mayo de 1990 a los 72 años. Sus restos fueron inhumados el 15 de mayo en el panteón de la Asociación Argentina de Actores del Cementerio de la Chacarita.

## Filmografía
- 1939: Y mañana serán hombres.
- 1940: Cita en la frontera.
- 1940: Huella.
- 1940: Nosotros…los muchachos.
- 1940: Hay que educar a Niní.
- 1940: Fragata Sarmiento.
- 1941: Al toque de clarín.
- 1941: Orquesta de señoritas.
- 1941: Soñar no cuesta nada.
- 1941: Una vez en la vida.
- 1941: Historia de una noche.
- 1942: Cada hogar, un mundo.
- 1942: Un nuevo amanecer.
- 1942: El tercer beso.
- 1942: Elvira Fernández, vendedora de tienda.
- 1942: Claro de luna.
- 1942: Bajó un ángel del cielo.
- 1942: Vacaciones en el otro mundo.
- 1942: El profesor Cero.
- 1942: La mentirosa.
- 1942: Incertidumbre.
- 1943: Los ojos más lindos del mundo.
- 1943: Luisito.
- 1943: Casi un sueño.
- 1943: Su hermana menor.
- 1943: Son cartas de amor.
- 1943: Carmen.
- 1944: Apasionadamente.
- 1944: La verdadera victoria.
- 1945: María Celeste.
- 1945: Santa Cándida.
- 1945: Éramos seis.
- 1945: Cuando en el cielo pasen lista.
- 1945: Madame Sans Gene.
- 1945: Cinco besos.
- 1945: Dos ángeles y un pecador.
- 1946: La maja de los cantares.
- 1946: Adiós Pampa mía.
- 1946: Cristina.
- 1946: Mosquita muerta.
- 1946: El diablo andaba en los choclos.
- 1946: Celos.
- 1947: A sangre fría.
- 1947: Historia de una mala mujer.
- 1947: La copla de la Dolores.
- 1947: Albéniz.
- 1947: La gata.
- 1947: Un ángel sin pantalones.
- 1947: Navidad de los pobres.
- 1947: Una mujer sin cabeza.
- 1948: Recuerdos de un ángel.
- 1948: Porteña de corazón.
- 1948: Pasaporte a Río.
- 1948: Dios se lo pague.
- 1948: El tango vuelve a París.
- 1949: Juan Globo.
- 1949: Avivato.
- 1949: Apenas un delincuente.
- 1949: Una noche en el Ta Ba Rin.
- 1949: Don Juan Tenorio.
- 1949: Almafuerte.
- 1949: La historia del tango.
- 1950: El otro yo de Marcela.
- 1950: La vendedora de fantasías.
- 1950: El ladrón canta boleros.
- 1950: Nacha Regules.
- 1950: La fuerza ciega.
- 1951: Sangre negra.
- 1951: La indeseable.
- 1951: Especialista en señoras.
- 1951: El patio de la morocha.
- 1951: El extraño caso del hombre y la bestia.
- 1952: Vigilantes y ladrones.
- 1952: El túnel.
- 1952: Nace un campeón.
- 1952: La Parda Flora.
- 1952: Marido de ocasión.
- 1952: La de los ojos color del tiempo.
- 1953: El conde de Montecristo.
- 1953: Armiño negro.
- 1953: La pasión desnuda.
- 1953: La mejor del colegio.
- 1953: La tía de Carlitos.
- 1953: El vampiro negro.
- 1954: La calle del pecado.
- 1954: La edad del amor.
- 1954: El abuelo.
- 1954: Caídos en el infierno.
- 1955: Más allá del olvido.
- 1955: El barro humano.
- 1955: Para vestir santos.
- 1955: El juramento de Lagardere.
- 1955: Los hermanos corsos.
- 1955: Mi marido y mi novio.
- 1956: Oro bajo.
- 1956: El hombre virgen.
- 1956: Graciela.
- 1956: Alejandra.
- 1957: La despedida.
- 1957: La casa del ángel.
- 1957: Fantoche.
- 1957: Amor se dice cantando.
- 1958: Detrás de un largo muro.
- 1958: La hermosa mentira.
- 1958: Socios para la aventura.
- 1958: El secuestrador.
- 1958: Rosaura a las diez.
- 1958: El hombre que hizo el milagro.
- 1958: Amor prohibido
- 1959: Zafra.
- 1959: Dos tipos con suerte.
- 1959: En la ardiente oscuridad.
- 1959: Gringalet.
- 1959: La caída.
- 1959: El dinero de Dios.
- 1960: Todo el año es Navidad.
- 1960: Chafalonías.
- 1960: La patota.
- 1960: Un guapo del 900.
- 1960: Plaza Huincul (Pozo uno).
- 1960: Luna Park.
- 1961: El rufián.
- 1961: Hijo de hombre.
- 1961: Rebelde con causa.
- 1961: Canción de arrabal.
- 1962: Bajo un mismo rostro.
- 1962: El último piso.
- 1962: Los viciosos.
- 1962: El terrorista.
- 1962: Propiedad.
- 1962: Hombre de la esquina rosada.
- 1963: Las ratas.
- 1963: Los inocentes.
- 1963: Alias Flequillo.
- 1963: La murga.
- 1963: La cigarra no es un bicho.
- 1963: Canuto Cañete, conscripto del siete.
- 1963: Cuarenta años de novios.
- 1964: El gordo Villanueva.
- 1964: Extraña ternura.
- 1964: Cuidado con las colas.
- 1964: El club del clan.
- 1964: Un viaje al más allá.
- 1964: Canuto Cañete y los 40 ladrones.
- 1964: Los evadidos.
- 1964: Ritmo nuevo, vieja ola.
- 1964: Mujeres perdidas.
- 1964: Cleopatra era Cándida.
- 1965: Canuto Cañete, detective privado.
- 1965: Disloque en el presidio.
- 1965: Los guerrilleros.
- 1965: Fiebre de primavera.
- 1965: Nadie oyó gritar a Cecilio Fuentes.
- 1965: Esta noche mejor no.
- 1965: Los hipócritas.
- 1965: La pérgola de las flores.
- 1966: Del brazo y por la calle.
- 1966: Mi primera novia.
- 1966: Necesito una madre.
- 1966: ¡Cómo te extraño...!.
- 1966: De profesión sospechosos.
- 1966: Ritmo, amor y juventud.
- 1967: La muchachada de a bordo.
- 1967: La cigarra está que arde.
- 1967: Las pirañas.
- 1967: Escándalo en la familia.
- 1967: El andador.
- 1967: Coche cama, alojamiento.
- 1967: Ya tiene comisario el pueblo.
- 1967: ¡Esto es alegría!.
- 1967: ¿Quiere casarse conmigo?.
- 1967: Digan lo que digan.
- 1967: Los traidores de San Ángel.
- 1968: El novicio rebelde.
- 1968: Matrimonio a la argentina.
- 1968: Un muchacho como yo.
- 1968: Humo de marihuana.
- 1968: Operación San Antonio.
- 1969: El día que me quieras.
- 1969: Los muchachos de antes no usaban gomina.
- 1969: Amor libre.
- 1969: Corazón contento.
- 1969: ¡Viva la vida!.
- 1969: ¡Qué noche de casamiento!.
- 1969: Kuma Ching.
- 1970: El extraño del pelo largo.
- 1970: Joven viuda y estanciera.
- 1970: Amalio Reyes, un hombre.
- 1970: Los muchachos de mi barrio.
- 1971: La valija.
- 1971: Pájaro loco.
- 1971: La familia hippie.
- 1971: Vamos a soñar con el amor.
- 1971: Muchacho que vas cantando.
- 1971: Aquellos años locos.
- 1971: El veraneo de los Campanelli.
- 1972: Las píldoras.
- 1972: La sonrisa de mamá.
- 1972: El picnic de los Campanelli.
- 1972: Había una vez un circo.
- 1972: Mi hijo Ceferino Namuncurá.
- 1973: ¡Quiero besarlo Señor!.
- 1973: Los padrinos.
- 1973: Si se calla el cantor.
- 1973: Me gusta esa chica.
- 1973: Hoy le toca a mi mujer.
- 1974: La vuelta de Martín Fierro.
- 1974: Minguito Tinguitela Papá.
- 1974: La flor de la mafia.
- 1974: Yo tengo fe.
- 1975: Las procesadas.
- 1975: No hay que aflojarle a la vida.
- 1976: Los chicos crecen.
- 1976: La noche del hurto.
- 1976: Dos locos en el aire.
- 1977: Brigada en acción.
- 1977: Las locas.
- 1977: Así es la vida.
- 1978: La mamá de la novia.
- 1978: Yo también tengo fiaca!.
- 1978: Amigos para la aventura.
- 1978: El tío Disparate.
- 1979: Las locuras del profesor.
- 1979: Los drogadictos.
- 1979: Vivir con alegría.
- 1979: Las muñecas que hacen ¡pum!.
- 1980: Frutilla.
- 1980: ¡Qué linda es mi familia!.
- 1980: Gran valor.
- 1980: Locos por la música.
- 1981: Ritmo, amor y primavera.
- 1981: ¿Los piolas no se casan...?.
- 1981: Cosa de locos.
- 1981: Sucedió en el fantástico Circo Tihany.
- 1983: Un loco en acción.[4]